# Glinenec
Glinenci (KAlSi3O8 - NaAlSi3O8 - CaAl2Si2O8)  so skupina kamninotvornih tektosilikatnih mineralov, ki sestavljajo okrog 60% Zemljine skorje.
Glinenci kristalijo iz magme kot globočnine, predornine ali žilnine. Prisotne so tudi v mnogih metamorfnih in sedimentnih kamninah. Kamnina, ki je skoraj v celoti so sestavljene iz kalcijevih plagioklazov, je anortozit.

## Sestava
Glinenci imajo trodimenzionalno ogrodje silikatnih tetraedrov [SiO4]4-. Njihovo kemijsko sestavo se običajno prikazuje s sestavo njihovih treh končnih členov: 
- kalijevi glinenci ali K-glinenci - končni člen ortoklaz KAlSi3O8[1]
- natrijevi glinenci - končni člen albit NaAlSi3O8[1]
- kalcijevi glinenci – končni člen anortit CaAl2Si2O8[1]

Trdne raztopine med ortoklazom in albitom se imenujejo alkalni glinenci. Trdne raztopine med albitom in anortitom se imenujejo plagioklazi ali natančneje plagioklazni glinenci. Med ortoklazom in anortitom, pa tudi v drugih dveh trdnih raztopinah, nizi trdnih raztopin niso zvezni, ker se pri temperaturah, kakršne so v Zemljini skorji, nekatere taline ne mešajo. Abit se prišteva tako k plagioklazom kot k alkalnim glinencem. Poleg albita se k obojim glinencem prištevajo tudi barijevi glinenci, ki nastanejo za zamenjavo kalija z barijem v kalijevih glinencih.  

### Alkalni glinenci
K alkalnim glinencem spadajo:
- ortoklaz (monoklinski)[5] - KAlSi3O8
- sanidin (monoklinski)[6] - (K,Na)AlSi3O8
- mikroklin (triklinski)[7] - KAlSi3O8
- anortoklaz (triklinski) - (Na,K)AlSi3O8

Sanidin je stabilen samo pri najvišjih temperaturah, mikroklin pa pri najnižjih.  Za alkalne glinence je značilna pertitska tekstura, ker med ohlajanjem taline z vmesno sestavo kristalita glinenca z nasprotnima sestavama. Pertitska tekstura alkalnih glinencev je v mnogih granitih vidna s prostim očesom.  Mikropertitske teksture so vidne z optičnim mikroskopom, medtem ko so mikropertitne teksture vidne samo z elektronskim mikroskopom. 

### Plagioklazni glinenci
Plagioklazni glinenci kristalizirajo v triklinskem kristalnem sistemu. Mednje spadajo naslednji minerali (v oklepajih odstotek anortita): 
- albit  (0 do 10) — NaAlSi3O8
- oligoklaz (10 do 30) — (Na,Ca)(Al,Si)AlSi2O8
- andezin (30 do 50) — NaAlSi3O8 — CaAl2Si2O8
- labradorit (50 do 70) — (Ca,Na)Al(Al,Si)Si2O8
- bitovnit (70 do 90) — (NaSi,CaAl)AlSi2O8
- anortit (90 do 100) — CaAl2Si2O8

Tudi vmesne sestave plagioklazov lahko pri ohlajanju kristalijo v dva glinenca z nasprotno sestavo. Difuzija je pri njih mnogo počasnejša kot pri alkalnih glinencih, zato sta nastala glinenca tako finozrnata, da so zrna vidna samo z mikroskopom. Vrzeli zaradi nezdružljivosti talin so v primerjavi z alkalnimi glinenci bolj zapletene. Igra barv, ki je opazna v nekaterih glinencih z labradoritsko sestavo, je posledica kristaljenja finozrnatih lističev. 

### Barijevi glinenci
Barijevi glinenci so monoklinski. Mednje spadata:
- celzian — BaAl2Si2O8
- hialofan — (K,Na,Ba)(Al,Si)4O8

S preperevanjem glinencev nastajajo hidratizirani aluminijevi plastnati silikati (filosilikati), ki so sestavine glin.

## Uporaba
Glinenci so surovine za proizvodnjo keramike in geopolimerov. V geologiji in arheologiji se uporabljajo za termoluminiscenčno in optično datiranje. Kalijevi glinenci se v geokronologiji in termokronologiji pogosto uporabljajo za K-Ar in Ar-Ar datiranje.  
Leta 2005 je bila največja svetovna proizvajalka glinencev Italija, ki je proizvedla skoraj petino svetovne proizvodnje. Sledili so ji Turčija, Ljudska republika Kitajska in Tajska.